# Agyphantes
Agyphantes is een geslacht van spinnen uit de familie hangmatspinnen (Linyphiidae).

## Soorten
De volgende soorten zijn bij het geslacht ingedeeld:
- Agyphantes sajanensis (Eskov & Marusik, 1994)
- Agyphantes sakhalinensis Saaristo & Marusik, 2004